# Legenda o Kateřině z Redernu
Legenda o Kateřině z Redernu je baletní opera české skladatelky Sylvie Bodorové z let 2012–2014. Libreto vycházející ze životních osudů šlechtičny Kateřiny z Redernu, rozené hraběnky Šlikové (1564?–1617), k ní napsala skladatelka s využitím monografie Milana Svobody Redernové v Čechách. Její premiéru uvedlo 19. prosince 2014 liberecké Divadlo F. X. Šaldy.

## Vznik, charakteristika a historie
V polovině prvního desetiletí 21. století pracovala skladatelka Silvia Bodorová na opeře www.portret pro Státní opery Praha na námět povídky Portrét Nikolaje Vasiljeviče Gogola (na totéž téma napsal stejnojmennou operu Mieczysław Weinberg). Opera Bodorové měla mít premiéru na počátku sezony 2007/2008, z finančních důvodů však z ní nakonec sešlo. Tehdy vyhlédnutý režisér Martin Otava se však roku 2009 stal ředitelem Divadla F. X. Šaldy v Liberci a zadal u Sylvie Bodorové kompozici opery na námět ze života místní šlechtičny z těsně předbělohorské doby, Kateřiny z Redernu.
Opera vznikla v letech 2012 až 2014 a vzápětí byla v Liberci i provedena; hudební nastudování vedl Bodorové syn, dirigent Marek Štilec, a „masivní PR“ (dle Josefa Hermana) zajistila agentura ArcoDiva vedená jejím manželem Jiřím Štilcem.
Libreto napsala samotná skladatelka především s použitím knihy historika Milana Svobody Redernové v Čechách, s nímž je i osobně konzultovala; cituje v něm i dobové dokumenty jako pohřební řeč za Kateřinina manžela Melchiora z Rederrnu nebo Obnovené zřízení zemské. V některých pro děj opery zásadních věcech se Kateřinin příběh z dramatických důvodů od historie odchyluje: například Melchior z Redernu nezemřel na uherském válčišti, ale v hostinci U zlatého jelena v Německém Brodě, a Kateřina zemřela roku 1617, a nedožila se tedy stavovského povstání a jeho porážky, konfiskace redernovských majetků ani pronásledování nekatolíků. Bodorová k tomu poznamenala: „Převést historické události na operní scénu bez jakýchkoli změn nelze. Drama a příběh na jevišti mají jiné zákonitosti a bez určité fabulace by se libreto opery o Kateřině z Redernu vytvořilo jen stěží. … Přesto jsem se snažila maximálně vycházet z reálií historické situace a základní osnova mého příběhu je z velké míry postavena na dobových pramenech a faktech, fabulace je spíše v rovině osobních příběhů.“ Text se rovněž snaží nabízet hodnotové paralely mezi historickým dějem a současností. Po formální stránce se libreto člení na šest dějství po šesti scénách. Významné zapojení baletu vyneslo dílu označení „baletní opera“: baletně jsou koncipovány zejména dvě klíčové scény znázorňující předtuchy Kateřiny na počátku a ke konci opery (1. a 10. scéna). Rozsáhlé jsou rovněž sborové pasáže. Vedle zpěvu se vyskytuje též mluvené slovo, zejména v citacích dobových dokumentů.
Kritika vytýkala libretu malou dramatičnost, jež vedla k tomu, že dílo má spíše oratorní nádech. Například Radmila Hrdinová v Novinkách psala: „Autorčino vlastní libreto staví na principu neustálého opakování jednoduchých vět, což sice usnadňuje publiku vnímání zpívaného textu, zároveň však působí až jako parodie na operu. Postavy postrádají propracované charaktery a dílo samo bohužel i silné dramatické situace, v nichž by se mohly projevit.“ Obdobně se vyslovuje Olga Janáčková v OperaPlus. Rovněž Josef Herman v Divadelních novinách kritizuje „neobratné libreto, a to jak ve formulaci zpívaných textů (proč se repliky opakují?), tak ve snaze vnést do celkem nevzrušivého života historické osobnosti přímočarý jevištní dramatismus založený na poněkud naivní milostné intrice jak za Verdiho“. Pochopení pro opakování textu vyslovil recenzent Harmonie Petr Veber: „Slovo získává na důležitosti, sdělení a emoce na jednoznačnosti.“
Pokud jde o hudbu, sama skladatelka k ní řekla: „Moje hudební řeč představuje syntézu mnoha postupů od atonálních a témbrových ploch až k historizujícím neorenesančním tvarům. […] Dílo je určitě interpretačně (jak instrumentální, tak vokální složka s výraznou úlohou baletu) velmi náročné, zejména rytmicky, objevuje se časté posouvání a synkopace, offbeat a další postupy, které podle mého názoru vytvářejí most mezi dobou počátku sedmnáctého století a naší současností. Velmi důležitou úlohu mají bicí nástroje.“ K zachycení dobové atmosféry studovala Bodorová hudbu skladatelů rudolfinské doby, jako jsou Christoph Demantius a Michael Praetorius. Hudba vedle toho obsahuje odkazy na lidové písně, na bojové písně osmanských Turků (v úvodní scéně), na tradiční církevní i několikrát citovaný husitský chorál Ktož jsú boží bojovníci. Radmila Hrdinová shledávala v partituře ozvuky Carla Orffa a Bohuslava Martinů, Olga Janáčková zmiňuje též Leoše Janáčka. Petr Veber charakterizuje hudební jazyk Bodorové jako „moderní a závažný, ale vědomě si hlídající i svou komunikační způsobilost, jazyk inspirovaný hudební kulturou minulosti a zároveň současně komplikovaný, lapidární i přímočarý, sloužící umělecké naléhavosti“. Výtky k některém pasážím formuloval Josef Herman: o začátku druhého jednání měl za to, že „sklouzl do příliš okatě chtěné lidovosti, možná z obavy z tradičních diváků: melodické obraty sem tam připomněly až střední proud pop-music, případně romantické opery, opakování zpívaných replik a orchestr plný zvukové vaty a vyčpělých opernědramatických postupů ukázaly na inspiraci operní formou hodně obstarožní“. Současně však vyzdvihl jiná působivá místa (např. začátek 1. jednání) a obecně „mohutná tutti orchestru a sboru“.
Petr Veber v Harmonii upozorňuje rovněž na to, že rozčlenění libreta většinou do krátkých výroků frází nutí hudbu do krátkých frází, které „se většinou nerozezpívají do zvýrazněných a stupňovaných kantilén“; i přesto je podle něj toto dílo „vokálně výrazné“. Libreto neumožňovalo rovněž charakterizační prohloubení jednotlivých postav až na postavu titulní, jejíž part je velmi vypjatý a náročný. „Jedinou propracovanější postavou je postava titulní, ale i ta má poněkud omezený vyjadřovací rejstřík,“ píše Olga Janáčková, „partům ostatních postav zůstala skladatelka dosti dlužná“. Vokální party jsou přes náročnost psány tak, aby byly pěvecky zvladatelné a aby text byl dobře srozumitelný.
Liberecká inscenace Legendy o Kateřině z Redernu měla u publika ohlas a i recenzenty byla až na menší výhrady po všech stránkách chválena. Z interpretů byla vyzdvižena zejména Lívia Obručník Vénosová, pro niž byla role Kateřiny z Redernu (slovy Josefa Hermana) „parádní akvizicí“.
Další inscenace této opery se zatím nekonaly, avšak některé úryvky byly provedeny koncertně (např. v Táboře v létě 2019 v rámci Prague Summer Nights).

## Osoby a první obsazení

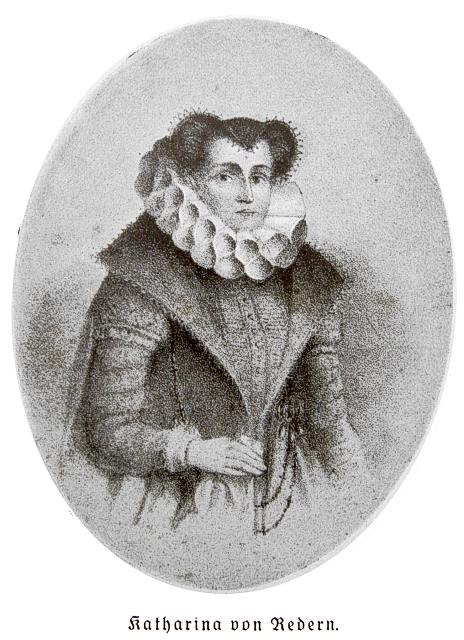
Kateřina z Redernu

| Osoba                         | Hlasový obor | Premiéra (19. prosince 2014) |
| ----------------------------- | ------------ | ---------------------------- |
| Kateřina                      | soprán       | Lívia Obručník Vénosová      |
| Kryštof, syn Kateřiny         | tenor        | Michal Bragagnolo            |
| Martin Nussler, duchovní      | baryton      | Jiří Kubík                   |
| Albrecht z Valdštejna         | baryton      | Luboš Skala                  |
| Bernard Fuess, vychovatel     | bas          | Pavel Vančura                |
| Jan Philippi                  | baryton      | Jaroslav Patočka             |
| Rudolf II.                    | tenor        | Jiří David                   |
| Rychtář Zestermann            | baryton      | Anatolij Orel                |
| Herold                        | mluvená role | Milan Hodný                  |
| Prodejce                      | mluvená role | Jiří Černý                   |
| Melchior                      | taneční role | Alexey Yurakov               |
| Alegorie války                | taneční role | Maria Gornalova              |
| Kryštof, dítě                 | němá role    | Václav Vaněk                 |
| Dirigent: Marek Štilec        |              |                              |
| Režie: Martin Otava           |              |                              |
| Scéna a kostýmy: Aleš Valášek |              |                              |
| Choreografie: Alena Pešková   |              |                              |

## Děj opery
Odehrává se v Liberci, Frýdlantu a Praze v první čtvrtině 17. století.

### 1. dějství
(1. scéna – Předtucha) Paní Kateřina z Redernu spravuje severočeské redernovské panství sama; její manžel, vojevůdce Melchior z Redernu, bojuje proti Turkům v Uhrách a její syn Kryštof je nezletilý. Paní Kateřina má předtuchu válečného neštěstí a poté přichází zpráva o Melchiorově smrti.
(2. scéna – Panychida) Koná se honosný Melchiorův pohřeb, na němž smuteční řeč přednáší luteránský kazatel Martin Nussler.
(3 scéna – Inaugurace) Smrt manžela nejen Kateřinu zkrušila, ale obnažila i vysoké dluhy, do kterých redernovská panství Melchiorova vojenská angažovanost přivedla. Ovdovělé paní nabízejí pomoc frýdlantští měšťané, ale za cenu nových privilegií.
(4. scéna –Velkovaradínský svátek vítězství) Koná se velká slavnost na počest vítězství nad Turky u Velkého Varadína. Měšťané prokazují Kateřině úctu, ale za zády ji podvádějí a poškozují hospodářské zájmy vrchnosti, jak se Kateřina přesvědčí. Na slavnosti se rovněž poprvé setkává se ctižádostivým šlechticem Albrechtem z Valdštejna, který hledá bohatou nevěstu. Když však Kateřinu požádá o tanec, ta ho zdvořile odmítá. 
(5. scéna – Začátek sporu) Kateřina se hodlá soustředit na správu redernovských statků, ale její syn Kryštof jí s nadšením vypravuje o svém pozvání na císařský dvůr do Prahy. Kateřina má z jeho ambicí i z neblahého vlivu dvora obavy, proto přijímá nabídku, aby syna doprovodila.
(6. scéna – Čas hvězd a mandragory) U dvora Rudolfa II. se to hemží umělci, vědci, alchymisty, podvodníky a prospěcháři; nechybí ani Albrecht z Valdštejna. Mladý Kryštof je ruchem císařského dvora uchvácen, ale Kateřina se na něj dívá mnohem střízlivěji. Valdštejn se jí opět dvoří, ale Kateřina ho odmítá, a to ještě rázněji.

### 2. dějství
(7. scéna – Nástrahy) Uplynula nějaká doba. Kryštof se vrací z kavalírské cesty. V Praze se setkává se svým vychovatelem Bernardem Fuessem, který ho přesvědčuje k návratu domů, ale i s Albrechtem z Valdštejna. Ten konvertoval z českobratrství ke katolictví a přesvědčuje Kryštofa k témuž, pokud se chce v politice prosadit. Doba se mění a je třeba s ní držet krok; to prý Kryštofova stará matka s omezeným rozhledem nechápe. Kryštof sice matku brání, ale Valdštejnova charismatická osobnost v něm přesto zaseje pochybnosti.
(8. scéna – Vyostření sporu s Frýdlantskými) Mezitím se doutnající spory mezi Kateřinou a Frýdlantskými vyhrotí. Kateřina se je snaží přimět k poslušnosti, a když se jí měšťané vzepřou, dává si přinést všechna jejich stará privilegia k „přezkoumání“ a tři zpěčující se předáky dá uvrhnout do šatlavy. Vůdce měšťanů protivných Kateřině, rychtář Zestermann, vězení nepřežije. Tyto neshody vyvolají odpor proti paní Kateřině i v jejím nejbližším okolí. Kateřina propouští Martina Nusslera, který byl jejím správcem.
(9. scéna – Mater dolorosa) Kateřina se dává do sporu i s Kryštofem, který jí vyčítá nejen zacházení s poddanými, ale i její tvrdošíjné trvání na luteránské víře. Syn s matkou se rozcházejí ve zlém. V obou sporech stojí Kateřina pevně na svém, ale o samotě ji opouštějí sály a uvědomuje si, že je ve svém úsilí osamocená.
(10. scéna – Apokalypsa, hrůzný sen Kateřiny) Kateřina má sen, který věští budoucí události – vyhnání a zbídačení její rodiny, pronásledování nekatolíků, třicetiletou válku.
(11. scéna – Prozření) Kryštof se nakonec přece jen vymaňuje z vlivu Valdštejna, v němá poznává oportunistu v politice i víře. Navíc se ukazuje, že Valdštejn se chystá využít náboženského konfliktu k tomu, aby se obohatil, a to zejména o statky Redernů. Ve střetu s ním Kryštof definitivně odmítá myšlenku konverze a hlásí se k luterskému vyznání svých předků i za změněných okolností. Herold čte z nově vyhlášeného Obnoveného zřízení zemského a rekatolizačního patentu.
(12. scéna – Návrat ztraceného syna) Kryštof se vrací ke své matce, aby se s ní rozloučil. Nekatolíci se musejí vystěhovat z Čech a redernovská panství jsou konfiskována. Kateřina se s Kryštofem smiřuje, blahořečí mu za stálost ve víře a vyprovází Kryštofa, Martina Nusslera a další do exilu. Sama však zůstává, aby dožila ve svém kraji.